# Rinckstraße
Die Rinckstraße ist eine Straße in der oberbayerischen Kurstadt Bad Reichenhall.

## Beschreibung

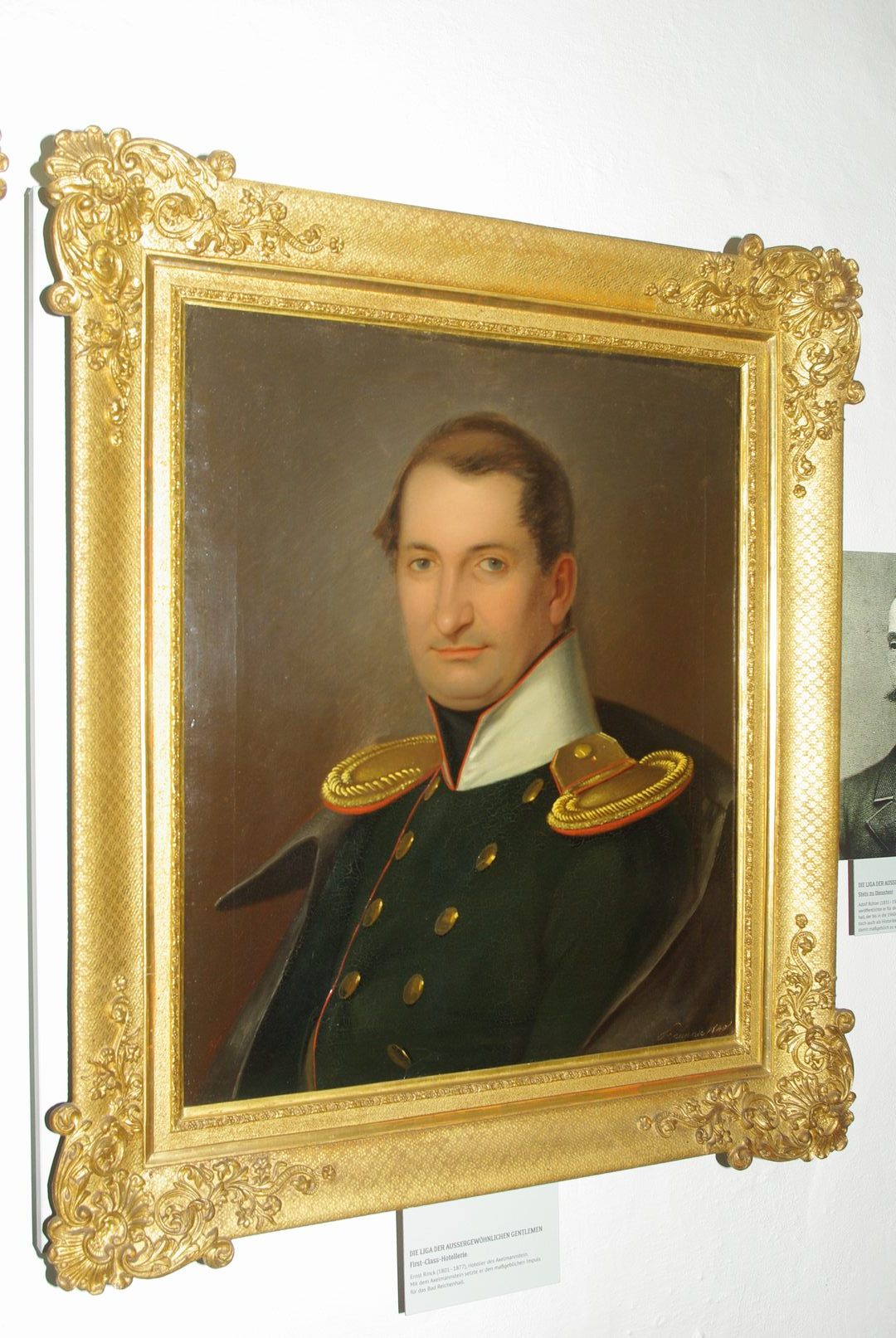
Ernst Rinck

Die Rinckstraße ist eine Innerortsstraße in Bad Reichenhall. Sie führt von der Bahnhofstraße in südöstlicher Richtung und endet als Sackgasse am Kirchholz. Die Rinckstraße liegt in einem verkehrsberuhigtem Bereich.
Die Straße ist nach Ernst Rinck benannt, der gemeinsam mit Mathias Mack treibende Kraft hinter der Entwicklung Reichenhalls zum weltweit bekannten Kurort gilt. Mack war Bürgermeister und Apotheker, er ist Pionier auf dem Gebiet der Latschenkiefernöldestillation und verkaufte in seiner Kur-Apotheke verschiedenste Kurmittel an die Gäste. Rinck eröffnete 1846 im Axelmannstein die Sole- und Molkenkuranstalt Achselmannstein und damit das erste Kurhotel der Stadt.
Die Rinckstraße ist Teil des Ensembles Kurviertel.

## Geschichte
Beim Luftangriff auf Bad Reichenhall am 25. April 1945 wurde auch die Rinckstraße in Mitleidenschaft gezogen, jedoch sehr viel weniger schwer als in der näheren Umgebung der Bahnhofs und die Salzburger Straße. Aus der Rinckstraße 3, 4, 5, 7, 7 ½, 8, 9 und 12 wurden leichte Schäden gemeldet.

## Baudenkmäler
| Adresse      | Name                              | Beschreibung | erbaut               | Lage | Bild |
| ------------ | --------------------------------- | --- | -------------------- | ---- | ---- |
| Rinckstr. 6  | Villa Romana, ehemalige Arztvilla | Eckvilla, mit Loggien, Eisenbalkons und Balusterbrüstungen über dem Dach, spätklassizistisch. 2005/2006 im Rahmen einer Generalsanierung um ein Geschoss und Dachwohnung aufgestockt | Ende 19. Jahrhundert | ▼    |      |
| Rinckstr. 11 | Villa Toskana                     | Kurpension, dreigeschossig mit Risaliten, flachem Walmdach, Neurenaissance-Putzgliederungen und Eisenbalkons im Jugendstil.                                                          | um 1900              | ▼    |      |
| Rinckstr. 14 | Villa Morgenroth                  | Kurpension, Dreigeschossiger Eckbau mit Eckerkerturm, flachem Dach, eisernen mehrgeschossigen Balkons.                                                                               | Ende 19. Jahrhundert | ▼    |      |